# 1706 год
1706 (ты́сяча семьсо́т шесто́й) год  по григорианскому календарю — невисокосный год, начинающийся в пятницу. Это 1706 год нашей эры, 6‑й год 1‑го десятилетия XVIII века 2‑го тысячелетия, 7‑й год 1700‑х годов. Он закончился 319 лет назад.
| Пн | Вт | Ср | Чт | Пт | Сб | Вс |
|    |    |    |    | 1  | 2  | 3  |
| 4  | 5  | 6  | 7  | 8  | 9  | 10 |
| 11 | 12 | 13 | 14 | 15 | 16 | 17 |
| 18 | 19 | 20 | 21 | 22 | 23 | 24 |
| 25 | 26 | 27 | 28 | 29 | 30 | 31 |

| Пн | Вт | Ср | Чт | Пт | Сб | Вс |
| 1  | 2  | 3  | 4  | 5  | 6  | 7  |
| 8  | 9  | 10 | 11 | 12 | 13 | 14 |
| 15 | 16 | 17 | 18 | 19 | 20 | 21 |
| 22 | 23 | 24 | 25 | 26 | 27 | 28 |

| Пн | Вт | Ср | Чт | Пт | Сб | Вс |
| 1  | 2  | 3  | 4  | 5  | 6  | 7  |
| 8  | 9  | 10 | 11 | 12 | 13 | 14 |
| 15 | 16 | 17 | 18 | 19 | 20 | 21 |
| 22 | 23 | 24 | 25 | 26 | 27 | 28 |
| 29 | 30 | 31 |    |    |    |    |

| Пн | Вт | Ср | Чт | Пт | Сб | Вс |
|    |    |    | 1  | 2  | 3  | 4  |
| 5  | 6  | 7  | 8  | 9  | 10 | 11 |
| 12 | 13 | 14 | 15 | 16 | 17 | 18 |
| 19 | 20 | 21 | 22 | 23 | 24 | 25 |
| 26 | 27 | 28 | 29 | 30 |    |    |

| Пн | Вт | Ср | Чт | Пт | Сб | Вс |
|    |    |    |    |    | 1  | 2  |
| 3  | 4  | 5  | 6  | 7  | 8  | 9  |
| 10 | 11 | 12 | 13 | 14 | 15 | 16 |
| 17 | 18 | 19 | 20 | 21 | 22 | 23 |
| 24 | 25 | 26 | 27 | 28 | 29 | 30 |
| 31 |    |    |    |    |    |    |

| Пн | Вт | Ср | Чт | Пт | Сб | Вс |
|    | 1  | 2  | 3  | 4  | 5  | 6  |
| 7  | 8  | 9  | 10 | 11 | 12 | 13 |
| 14 | 15 | 16 | 17 | 18 | 19 | 20 |
| 21 | 22 | 23 | 24 | 25 | 26 | 27 |
| 28 | 29 | 30 |    |    |    |    |

| Пн | Вт | Ср | Чт | Пт | Сб | Вс |
|    |    |    | 1  | 2  | 3  | 4  |
| 5  | 6  | 7  | 8  | 9  | 10 | 11 |
| 12 | 13 | 14 | 15 | 16 | 17 | 18 |
| 19 | 20 | 21 | 22 | 23 | 24 | 25 |
| 26 | 27 | 28 | 29 | 30 | 31 |    |

| Пн | Вт | Ср | Чт | Пт | Сб | Вс |
|    |    |    |    |    |    | 1  |
| 2  | 3  | 4  | 5  | 6  | 7  | 8  |
| 9  | 10 | 11 | 12 | 13 | 14 | 15 |
| 16 | 17 | 18 | 19 | 20 | 21 | 22 |
| 23 | 24 | 25 | 26 | 27 | 28 | 29 |
| 30 | 31 |    |    |    |    |    |

| Пн | Вт | Ср | Чт | Пт | Сб | Вс |
|    |    | 1  | 2  | 3  | 4  | 5  |
| 6  | 7  | 8  | 9  | 10 | 11 | 12 |
| 13 | 14 | 15 | 16 | 17 | 18 | 19 |
| 20 | 21 | 22 | 23 | 24 | 25 | 26 |
| 27 | 28 | 29 | 30 |    |    |    |

| Пн | Вт | Ср | Чт | Пт | Сб | Вс |
|    |    |    |    | 1  | 2  | 3  |
| 4  | 5  | 6  | 7  | 8  | 9  | 10 |
| 11 | 12 | 13 | 14 | 15 | 16 | 17 |
| 18 | 19 | 20 | 21 | 22 | 23 | 24 |
| 25 | 26 | 27 | 28 | 29 | 30 | 31 |

| Пн | Вт | Ср | Чт | Пт | Сб | Вс |
| 1  | 2  | 3  | 4  | 5  | 6  | 7  |
| 8  | 9  | 10 | 11 | 12 | 13 | 14 |
| 15 | 16 | 17 | 18 | 19 | 20 | 21 |
| 22 | 23 | 24 | 25 | 26 | 27 | 28 |
| 29 | 30 |    |    |    |    |    |

| Пн | Вт | Ср | Чт | Пт | Сб | Вс |
|    |    | 1  | 2  | 3  | 4  | 5  |
| 6  | 7  | 8  | 9  | 10 | 11 | 12 |
| 13 | 14 | 15 | 16 | 17 | 18 | 19 |
| 20 | 21 | 22 | 23 | 24 | 25 | 26 |
| 27 | 28 | 29 | 30 | 31 |    |    |

## События
- 1700—1721 — Северная война (Европа)[1].
  - 13 февраля — в битве при Фрауштадте в ходе Северной войны шведская армия Карла Густава Реншельда нанесла сокрушительное поражение саксонско—русской армии Иоганна Маттиаса фон дер Шуленбурга.
  - Сентябрь — шведская армия подошла к Лейнцигу[1].
  - В Польше оставлен 7-тысячный шведский корпус генерала А. Мардефельда[1].
  - 24 сентября — тайный Альтранштадтский мир Карла XII с Августом II. Польша и Саксония отказались от союза с Россией, Август отказался от польской короны в пользу Станислава Лещинского и обязался выплатить контрибуцию[1][2].
  - На помощь Августу II Пётр I послал 20-тысячный корпус А. Д. Меньшикова, который в Люблине соединился с польско-саксонскими войсками (12 тыс. чел.)[1].
  - 18 (29) октября — Сражение под Калишем, где русско-польско-саксонские войска нанесли крупное поражение шведам и полякам сторонникам Станислава Лещинского (27 тыс. чел), однако этот успех не был использован, так как ещё 13 (24) сентября Август II заключил тайный сепаратный мир со шведами в Альтранштадте (русские узнали об этом уже после сражения под Калишем)[1].
  - Попытки Петра I найти новых союзников в Европе успехом не увенчались[1].
- 5 мая — началось извержение вулкана Тревехо (Аренас-Неграс) на севере острова Тенерифе в Канарских островах  в Атлантическом океане.
- 23 мая — битва при Рамильи (Рамийи) в ходе войны за Испанское наследство между армией антифранцузского альянса герцога Мальборо с одной стороны и французской армией маршала Вильруа с другой. Окончилась полной победой первой.

### Без точных дат
- Крупная победа австрийцев Евгения Савойского над французской армией у Турина. Победа Мальборо над французами у Рамильи (Испанские Нидерланды). Имперские войска вступили в Парму и Пьяченцу (папские лены) и двинулись к Неаполю. Папские войска пытались оказать сопротивление, но оказались небоеспособными. Папа вынужден был признать права эрцгерцога Карла на испанскую корону.

## Русское государство
Царствование: Пётр I Алексеевич
- 1700—1721 — Северная война[1].
  - Январь — Карл XII с 20-тысячной армией двинулся из Варшавы на Гродно, но на штурм не решился, а ограничился частичной блокадой[1].
  - Основная часть русской конницы была отведена А.Д. Меншиковым из-под Гродно к Минску[1].
  - Пётр I, узнав о походе Карла XII на Гродно срочно прибыл в Оршу и принял ряд мер по обороне границ[1].
  - В связи с возможным вторжением шведского короля Карла XII Запорожское войско перешло под командование Петра I Алексеевича (см. 1708 и 1710 года)[3].
  - Март — русские войска избежали опасности окружения в районе Гродно[1].
  - Июль — русские войска сосредоточились под Киевом[1].
  - Декабрь — на военном совете в Жолкеве (Галиция) было принято решение не принимать генерального сражения со шведами и отходить в глубь страны. Были приняты необходимые меры для обороны городов[1].
  - 1705-1707 — Мазепа Иван Степанович, считая. что Пётр I проиграет Северную войну, вёл тайные переговоры с польским королём Станиславом Лещинским и шведским королём Карлом XII[4].
- 1705—1706 — Астраханское восстание[5].
  - Начало года — от руководства восстания отстранён старшина земского управления (старшина) Г. Ганчиков. Усилилось влияние работных и гулящих людей[5].
  - Пётр I направил войска на подавление восстания, одновременно отправив грамоты к повстанцам с обещанием милости и прощения в случае прекращения мятежа[5].
  - От восстания отошли богатые астраханцы, стрельцы и другие, которые направили царю посланцев с повинной[5].
  - Март — к Астрахани подошли войска под командованием Бориса Петровича Шереметьева и 20 тысяч калмыцкой конницы, посланные ханом Аюкой[5].
  - После сопротивления Астрахань сдалась. В результате пыток и казней погибли 365 повстанцев. Подавлены выступления и в других городах[5].
- 1704—1711 — Башкирское восстание[6].
  - Начало года — башкиры составили Петру I челобитную, в которой выражали недовольство захватом их земель и ростом налогов[6].
  - Начало года — в Москву была направлена делегация из 8 человек во главе с Дюмеем Икшеевым. По пути хи арестовали казанские власти и отправили в Казань, где заключили в тюрьму[6].
  - Лето — казнён Д. Икшеев. Убийство посла стало беспрецедентным нарушением договорного характера русско-башкирских отношений. Башкиры ответили на это новым всплеском восстания[6].
- Аптекарский приказ переименован — Главная аптека[7].
  - В Москве основан Аптекарский огород.
- В Москве работала комиссия расследовавшая дела о появившихся доносах на гетмана И.С. Мазепу[8].
- По заказу Петра I Куранты с музыкой были изготовлены в Голландии и установлены в С-Петербурге и Москве, в том числе и Куранты на Спасской башне (пострадали при пожаре 1737 года)[9].
- Александр Данилович Меншиков получает титул — Светлейший князь Священной римской империи[10].

### Руководители приказов[11]
| Года      | Приказ             | Ф,И,О главы             | Примечания |
| --------- | ------------------ | ----------------------- | ---------- |
| 1706-1718 | Аптекарский приказ | Арескин Роберт Карлович | Архиатер   |
|           |                    |                         |            |
|           |                    |                         |            |

## Правление
- 1706—1750 — Король Португалии Жуан V.

## Родились
См. также: Категория:Родившиеся в 1706 году
- 7 января — Иоганн Генрих Цедлер, книготорговец и издатель в Лейпциге (ум. 1751)
- 17 января — Бенджамин Франклин, североамериканский политик, издатель, писатель, естественник и природный философ, основатель American Philosophical Society (ум. 1790)
- 28 января — Джон Баскервиль, английский письменный проектировщик, письменный мастер, печатник (ум. 1775)
- 12 февраля — Иоганн Йозеф Христиан, немецкий скульптор и резчик по дереву (ум. 1777)
- 24 апреля — Джованни Баттиста Мартини, итальянский композитор и музыкальный теоретик (ум. 1784)
- 24 июня — Иоанн Баптист Христофор Аруцион Казиадур (нем. Johann Baptist Kristof von Aretin) — родоначальник Аретинов (ум. 1769).

## Скончались
См. также: Категория:Умершие в 1706 году
- 1 марта — Хайно Генрих Граф фон Flemming, полководец, генерал-фельдмаршал и губернатор Берлина (род. 1632).
- 3 марта — Иоганн Пахельбель, немецкий композитор (род. 1653).
- 26 августа — Михаэль Вильманн, немецкий художник в стиле барокко (род. 1630).
- 2 декабря — Иоганн Георг Але, немецкий композитор, органист, поэт, а также евангелический церковный музыкант (род. 1651).
- 8 декабря — Абрахам Николя Амелот де ла Гуссе, французский публицист XVII—XVIII веков (род. 1634).
- 28 декабря — Пьер Бэль, французский философ и учёный (род. 1647).